# Persischer Wacholder
Der Persische Wacholder (Juniperus polycarpos) ist eine Pflanzenart aus der Familie der Zypressengewächse (Cupressaceae). Er kommt vom Osten der Türkei bis in den Norden Indiens vor, außerdem gibt es ein Vorkommen in Oman. Die Art wird von einigen Autoren als Unterart oder Varietät des Griechischen Wacholders (Juniperus excelsa) angesehen.

## Beschreibung
Der Persische Wacholder wächst als immergrüner Strauch oder Baum der Wuchshöhen von 20 bis 25 Metern erreichen kann. Die Zweige stehen unregelmäßig an den Ästen, werden 1 bis 1,3 Millimeter dick und haben meist einen quadratischen Querschnitt.
Die Blätter sind 1,2 bis 1,6 Millimeter lang und 0,8 bis 0,9 Millimeter breit. Ihre Spitze ist manchmal freistehend.
Die meist einzeln stehenden Beerenzapfen sind ungestielt und sind bei einem Durchmesser von bis zu 1,4 Zentimeter meist kugelig geformt. Zur Reife hin sind sie pupurbraun bis schwarz purpur gefärbt. Jeder Zapfen trägt zwei bis sechs Samenkörner.

## Verbreitung und Standort
Das natürliche Verbreitungsgebiet des Persischen Wacholders erstreckt sich von den türkischen Provinzen Gümüşhane und Kahramanmaraş sowie den Gebirgen um das Tal des Çoruh ostwärts über den Kaukasus, entlang des Kaspischen Meeres, dem Kopet-Dag-Gebirge über Afghanistan bis zum Tian Shan und den Gebirgen Kirgistans im Nordosten und bis nach Quetta und den indischen Bundesstaat Himachal Pradesh und das Unionsterritorium Jammu und Kashmir im Südosten. Im Iran gibt es vereinzelte Vorkommen in den westlichen Gebirgsketten auf Hochebenen in der Wüste. Weiters gibt es eine isolierte Population auf dem al-Dschabal al-Achdar in Oman.
Der Persische Wacholder gedeiht in Höhenlagen von 500 bis 3800 Metern, wobei die östlichen Bestände in höheren Lagen wachsen. Die Art wächst häufig vereinzelt allem auf steinigen oder felsigen Berghängen. Es kann aber auch zur Bestandsbildung mit Juniperus semiglobosa, Pistacia khinjuk und mit der Atlantischen Pistazie (Pistacia atlantica) kommen. Die Art gilt als sehr resistent gegenüber Dürren und Hitzewellen. Sie wächst sehr langsam und in älteren Beständen tritt kaum Verjüngung auf.

## Gefährdung und Schutz
Der Persische Wacholder wird nicht in der Roten Liste der IUCN geführt.

## Systematik
Die Erstbeschreibung als Juniperus polycarpos erfolgte 1849 durch Karl Heinrich Koch in Linnaea, Band 22, Seite 303. Ein Synonym für Juniperus polycarpos K.Koch ist Sabina polycarpos (K.Koch) Antoine. Die Art Juniperus polycarpos wird von einigen Autoren als Unterart oder Varietät des Griechischen Wacholders (Juniperus excelsa) angesehen.
Die Art Juniperus polycarpos wird in bis zu drei Varietäten unterteilt:
- Juniperus polycarpos K.Koch var. polycarpos: Sie kommt von der nordöstlichen Türkei bis zum nordwestlichen Iran und außerdem im nordwestlichen Libanon vor.[4]
- Juniperus polycarpos var. seravschanica (Kom.) Kitam.: Er kommt in Afghanistan, Süd-Kasachstan, Kirgisistan, Tadschikistan, Ost-Turkmenistan, Ost-Usbekistan sowie im Norden Indiens und Pakistans vor. Synonyme sind Juniperus macropoda Boiss. und Juniperus seravschanica Kom.[2] Nach WCSP ist sie als eigenständige Art anzusehen: Juniperus seravschanica Kom.[4]
- Juniperus polycarpos var. turcomanica (B.Fedtsch.) R.P.Adams: Er kommt in nördlichen und zentralen Iran und dem südlichen und zentralen Turkmenistan vor. Ein Synonym ist Juniperus turcomanica B.Fedtsch.[2]